# 皇室経済法
皇室経済法（こうしつけいざいほう、昭和22年1月16日法律第4号）は、皇室の財政・財務に関する日本の法律である。

## 皇室経済の概要
日本国憲法第8条は「皇室に財産を譲り渡し、又は皇室が、財産を譲り受け、若しくは賜与することは、国会の議決に基かなければならない」と定める。これは、莫大な財産を保有した大日本帝国憲法下の皇室から、日本国憲法の定める象徴天皇制とそれを支える皇室・皇族への転換に伴い、皇室に再び巨大な経済力が集中することを防ぎ、また、特定の者と皇室が経済的に強く結びつくことを防ぐため設けられた規定である。
同第88条が「すべて皇室財産は、国に属する。すべて皇室の費用は、予算に計上して国会の議決を経なければならない。」と定めるのも同様の趣旨を含み、さらに、皇室としての品位を保つために必要な費用を、国が負担すべきことも定める。 

そして、憲法のこれら二つの規定を受けて定められた法律が、皇室経済法である。なお、金額の詳細に関する規定は皇室経済法施行法（こうしつけいざいほうしこうほう、昭和22年法律第113号）という別の法律で定められている。

## 皇室経済法の内容
以下の説明においては、皇室経済法の条項を「法第○条第○項」のように、皇室経済法施行法の条項を「法施行法第○条第○項」のように表記する。

### その度ごとに国会の議決[注釈 1]を経なくてもいい場合（法第2条）
1. 相当の対価による売買等通常の私的経済行為に係る場合
2. 外国交際のための儀礼上の贈答に係る場合
3. 公共のためになす遺贈または遺産の賜与に係る場合
4. 前各号に掲げる場合を除く外、毎年4月1日から翌年3月31日までの期間内に、皇室がなす賜与または譲受に係る財産の価額が、別に法律で定める一定価額に達するに至るまでの場合

### 皇室の費用（法第3条-第6条）
皇室の費用（皇室費）には、内廷費・宮廷費・皇族費の3種がある。
- 内廷費 - 天皇・上皇・内廷にあるその他の皇族の日常の費用その他内廷諸費に充てる。別に法律で定める定額を、毎年支出する。内廷費として支出されたものは、御手元金となるものとし、宮内庁の経理に属する公金としない。所謂個人のポケットマネー、給与、収入に相当する。平成30年度は、3億2400万円[3]。内廷費の給付には所得税法第9条第12号により、所得税を課されない。
- 宮廷費 - 内廷諸費以外の宮廷諸費に充てるものとし、宮内庁で、これを経理する。公金である。平成30年度は、91億7144万5千円[3]。「必要経費」に相当する。内訳は諸謝金、 報償費、庁費、招宴費、各所修繕、自動車重量税、施設整備費、交際費等である。
- 皇族費 - 皇族としての品位保持の資に充てるために、年額により毎年支出するものおよび皇族が初めて独立の生計を営む際に一時金額により支出するもの並びに皇族であつた者としての品位保持の資に充てるために、皇族が皇室典範の定めるところによりその身分を離れる際に一時金額により支出する。一般社会でいう、独立に当たっての餞別。皇族費として支出されたものは、御手元金となるものとし、宮内庁の経理に属する公金としない。皇族費の給付には所得税法第9条第12号により、所得税を課されない。皇族費の年額又は一時金額は、別に法律で定める定額に基づいて、これを算出する。平成30年度の皇族費の総額は、3億6417万円[3]。主な皇族費の算出法は次のとおり。
  - 独立の生計を営む親王には定額相当額。その親王の妃には定額の2分の1相当額（ただし、夫を失つて独立の生計を営む親王妃に対しては、定額相当額）
  - 独立の生計を営む内親王に対しては、定額の2分の1相当額
  - 独立の生計を営まない親王、その妃および内親王に対しては、定額の10分の1相当額（ただし、成年に達した者に対しては、定額の10分の3相当額）
  - 王、王妃および女王に対しては、それぞれ前各号の親王、親王妃及び内親王に準じて算出した額の10分の7に相当する額の金額
  - 皇族が初めて独立の生計を営む際に支出する一時金額による皇族費は、独立の生計を営む皇族について算出する年額の2倍に相当する額
  - 皇族がその身分を離れる際に支出する一時金額による皇族費は、独立の生計を営む皇族について算出する年額の10倍に相当する額を超えない範囲内において、皇室経済会議の議を経て定める金額

なお、宮内庁関係予算には上記の皇室費の他、所管　内閣府、組織　宮内庁とする宮内庁費がある。宮内庁費は、宮内庁運営のために必要な事務費・人件費などで、皇室経済法の対象外の予算である。平成30年度は、123億2,652万8千円。

### 皇位に伴う由緒ある物（法第7条）
皇位とともに伝わるべき由緒ある物は、皇位とともに、皇嗣が、これを受ける。具体的には、皇位の象徴とされる三種の神器がこれに当たる。相続税法第12条第1号により「皇位に伴う由緒ある物」の財産の価額は、相続税の課税価格に算入しない。これが具体的に何を指すのかについては、昭和天皇崩御に伴う皇位継承の際に宮内庁が行政文書「皇位とともに伝わるべき由緒ある物の一覧」（御物調書）を発表し、三種の神器、宮中三殿、壺切御剣を始めとする約600点を指定した。これに指定されなかったものは国庫に寄贈され、三の丸尚蔵館に収蔵された。

## 皇室経済会議
皇室経済に関する重要な事項の審議に当たるため、合議体の皇室経済会議が設置される。同会議の議員は、衆議院及び参議院の議長及び副議長、内閣総理大臣、財務大臣、宮内庁の長並びに会計検査院の長の8人。議長は内閣総理大臣。
皇室経済会議の主要な職務は次のとおり。
- 皇族が独立の生計を営むことの認定
- 皇族がその身分を離れる際に支出する一時金額による皇族費の金額決定
- 内廷費・皇族費の定額の変更の必要を認める旨の意見の提出

### 現在の議員
|  | 氏名       | 職名         | 生年月日（年齢）       | 備考 |
|  | ---------- | ------------ | ---------------------- | ---- |
|  | 額賀福志郎 | 衆議院議長   | 1944年1月11日（81歳）  |      |
|  | 玄葉光一郎 | 衆議院副議長 | 1964年5月20日（60歳）  |      |
|  | 関口昌一   | 参議院議長   | 1953年6月4日（71歳）   |      |
|  | 長浜博行   | 参議院副議長 | 1958年10月20日（66歳） |      |
|  | 石破茂     | 内閣総理大臣 | 1957年2月4日（68歳）   | 議長 |
|  | 加藤勝信   | 財務大臣     | 1955年11月22日（69歳） |      |
|  | 西村泰彦   | 宮内庁長官   | 1955年6月29日（69歳）  |      |
|  | 田中弥生   | 会計検査院長 | 1960年3月20日（64歳）  |      |

- 2024年（令和6年）11月15日現在[4]